# Dayakpınar, Gürün
Dayakpınar là một xã thuộc huyện Gürün, tỉnh Sivas, Thổ Nhĩ Kỳ. Dân số thời điểm năm 2011 là 83 người.